# ميخائيل بوتير (دراج)
ميخائيل بوتير (بالإنجليزية: Michael Potter)‏ هو دراج أسترالي، ولد في 6 نوفمبر 1997 في Hornsby, New South Wales ‏ في أستراليا.

## وصلات خارجية
- مايكل بوتر على موقع الاتحاد الدولي للدراجات (الإنجليزية)
- مايكل بوتر على موقع أرشيف الدراجات (الإنجليزية)
- مايكل بوتر على موقع إحصائيات الدراجات الإحترافية (الإنجليزية)
- مايكل بوتر على موقع نسبة الدراجات (الإنجليزية)